# 藤原房子
藤原 房子（ふじわら ふさこ、1930年9月1日 - ）は、日本のジャーナリスト。本名・黒羽房子。夫は教育学者・社会学者の黒羽亮一。
福井県福井市生まれ。1948年福井県立福井高等女学校卒業。1953年東京女子大学文学部社会科学科卒業。日本経済新聞社に入社し、社会部、出版局、婦人部を経て退職後、東京都監査委員、財団法人日本女子社会教育会理事長を務める。『手の知恵――秘められた可能性』（山手書房） にて1979年度サントリー学芸賞受賞。日本エッセイスト・クラブ理事。

## 著書
- 『豊かさを2倍にする選ぶ暮らし』中経出版 1970年
- 『買物秘訣集 トクを取り、楽しみを創る400のコツ』光文社 カッパ・ホームス 1972年
- 『女のなかの女 現代を生きる112人』人文書院 1976年
- 『主婦が就業するとき お茶の間からの出発のために』転轍社 1979年
- 『手の知恵 秘められた可能性』山手書房 1979年
- 『母の台所娘のキッチン』新潮社 1980年 のち文庫
- 『女は中年から愉しい』海竜社 1982年
- 『仲間づくり近所づき合い』新潮社 1983年
- 『もうひとつの働き方』海竜社 1983年
- 『高齢化社会の人生設計』早稲田大学出版部 リカレントブックス 1984年
- 『老いを美しく 実例が語る人生80年の知恵』海竜社, 1987年
- 『生活上手のエッセンス』新潮社 1988年
- 『男も変わり目』日本経済新聞社 1989年
- 『自分を最高に生かす女の働き方 ライフスタイルとワーキングスタイルの調和を求めて』海竜社 1990年
- 『すてきな人間関係のために さりげなく心を働かせていますか』海竜社 1995年
- 『大きな歯車のはざまで 教育が残し得たもの』ドメス出版 2005年